# Rățoi, Argeș
Rățoi este un sat în comuna Vedea din județul Argeș, Muntenia, România.